# Alicja Migulanka

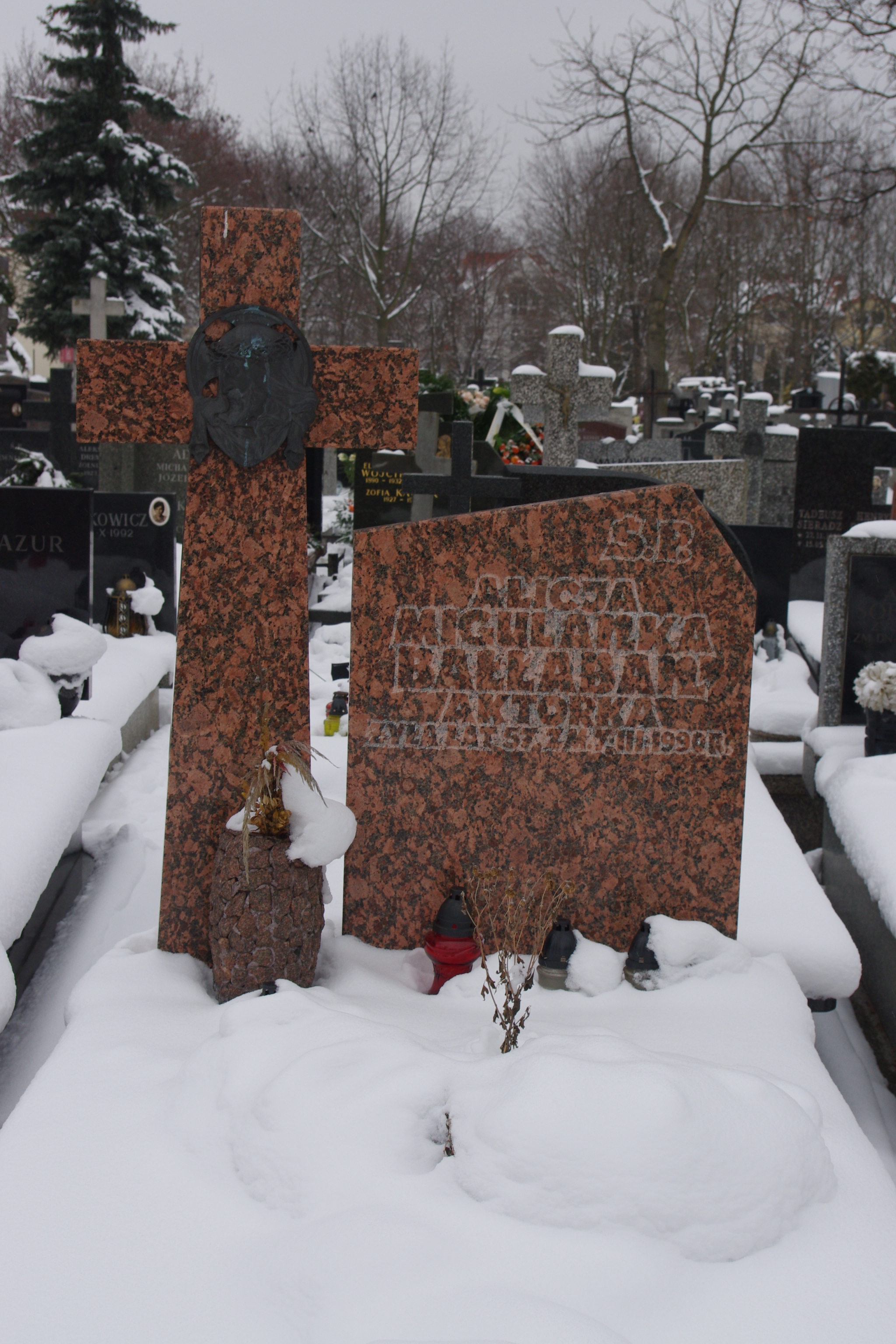
Grób Alicji Migulanki na Cmentarzu Wilanowskim w Warszawie

Alicja Migulanka (ur. 23 maja 1932 w Krzeszowicach, zm. 7 marca 1990 w Warszawie) – polska aktorka teatralna i filmowa.

## Życiorys
Absolwentka PWSA w Krakowie, którą ukończyła w 1953. Występowała w następujących teatrach:
- Teatr Wybrzeże w Gdańsku (1953-57)
- Teatr Powszechny w Warszawie (1958-60, 63-68)
- Teatr Narodowy w Warszawie (1969-77)

## Filmografia
- 1970: Doktor Ewa − żona rybaka (odc. 2)
- 1974: Pójdziesz ponad sadem − matka Zochy
- 1975: Noce i dnie − kucharka
- 1975: Obrazki z życia − kobieta na „występie” Krystyny (odc. 2)
- 1976: Długa noc poślubna − Pstygowa
- 1977: Noce i dnie − kucharka Józia (odc. 3)
- 1977: Rebus − matka Janki
- 1978: Koty to dranie − kobieta u weterynarza
- 1978: Zielona miłość − kobieta chora na woreczek żółciowy u lekarza (odc. 3)
- 1979: Doktor Murek − panna Wicia (odc. 3)
- 1980: Ciosy
- 1980: Droga − płacząca chłopka
- 1982: Dom − sąsiadka Talarów w Sierpuchowie (odc. 10)
- 1982: Jeśli się odnajdziemy − Stasia Kowal, kierownik administracyjny ośrodka
- 1982: Odwet − uczestniczka zjazdu
- 1982: Życie Kamila Kuranta − kobieta przed kamienicą (odc. 4)
- 1983: Nadzór − strażniczka Wala
- 1984: Wszystko powiem Lilce!
- 1986: Zmiennicy − Ołtarzewska, sąsiadka Pióreckich
- 1987: Ballada o Januszku − szefowa kucharek w fabrycznej stołówce
- 1987: Cesarskie cięcie − Stefa Dederko, salowa w szpitalu
- 1987: Rzeka kłamstwa − Babianna, kucharka w młynie (odc. 1)
- 1988: Kogel-mogel − Walczakowa, portierka w Domu Studenckim na Zamenhofa
- 1989: Modrzejewska  − akuszerka Zofia Voltaire (odc. 1)
- 1989: Ostatni dzwonek  − woźna Lodzia
- 1990: Korczak  − praczka na letnisku

## Teatr telewizyjny
Wystąpiła w kilkunastu spektaklach teatru telewizyjnego, m.in. zagrała rolę Kasi w „Weselu”.